# Eight Days a Week
"Eight Days a Week" é uma canção composta por John Lennon e Paul McCartney e creditada a Lennon/McCartney. Foi gravada pela banda britânica The Beatles e lançada no álbum Beatles for Sale, de 1964.
"Eight Days A Week" foi escrita como uma potencial canção-título para o segundo filme dos Beatles. No final, tornou-se uma faixa do álbum Beatles for sale, embora a Capitol a tenha lançado como single nos EUA em fevereiro de 1965.
Embora 'Eight Days A Week' tenha sido um grande sucesso, os Beatles não deram uma boa nota à música, pois nunca a tocaram ao vivo, embora a tenham imitado em 28 de março de 1965, durante sua última aparição no programa de televisão "Thank Your Lucky Stars."